# Taenaris desdemona
Taenaris desdemona är en fjärilsart som beskrevs av Otto Staudinger 1887. Taenaris desdemona ingår i släktet Taenaris och familjen praktfjärilar. Inga underarter finns listade i Catalogue of Life.